# Terminal Integrador Portuário Luiz Antonio Mesquita
O Terminal Integrador Luiz Antônio Mesquita (TIPLAM ) é um complexo portuário privado, localizado no porto de Santos em São Paulo. É especializado na descarga de enxofre, rocha fosfática, fertilizantes e amônia, além de movimentar também grãos e açúcar.

## Operação
É controlado pela Valor da Logística Integrada (VLI) empresa de logística que opera no Brasil com transporte ferroviário de cargas.
O terminal possui armazéns de estocagem onde se armazenam açúcar, soja, milho e armazém para estocagem de enxofre. Possui oficinas
de manutenção e o prédio onde realizam as operações portuárias de carregamento, descarregamento de navios e administração do terminal.
Além de receber e estocar grãos para embarque o terminal recebe cargas de enxofre que são importados de outros países para o Brasil.
Em 2017 o terminal deu um grande passo na capacidade de operação realizando a conclusão do projeto de expansão que aumentou a capacidade do terminal, movimentando 7,4 milhões de toneladas. Foram construídos uma moega para recebimento de cargas ferroviárias, armazéns de estocagem, píer de embarque e longos trechos de correias transportadoras.

## Acesso

### Acesso ferroviário
O acesso ferroviário ao TIPLAM é feito pela Linha Mairinque-Santos, conectada ao Corredor Centro-Sudeste da VLI que além de São Paulo e de trechos de Minas Gerais, também engloba parte de Goiás e o Distrito Federal. A operação do terminal conta com 11 km internos de linha férrea de bitola métrica, formando uma pera ferroviária.

### Acesso rodoviário
O acesso se dá pelas rodovia Rodovia Cônego Domenico Rangoni (SP-055/SPA-248/055/BR-101), que se conecta a outras rodovias: Rodovia Anchieta (SP-150) Rodovia Padre Manuel da Nóbrega (SP-55), Rodovia dos Imigrantes (SP-160) e Rodovia Doutor Manuel Hipólito Rego (SP-55), parte da Rodovia Rio-Santos (BR-101).

### Acesso marítimo
O acesso marítimo se dá pela travessia completa do Estuário do Porto de Santos e do Canal de Piaçaguera, estando o porto localizado a direita do fim do Canal.